# Кавакамі (Наґано)
Кавака́мі (яп. 川上村, かわかみむら, МФА: [kawakamʲi muɾa]) — село в Японії, в повіті Мінамі-Саку префектури Наґано. Станом на 1 квітня 2009 площа села становила 209,61 км². Станом на 1 липня 2011 населення села становило 4842 осіб.
35°58′32″ пн. ш. 138°34′42″ сх. д. / 35.975416666667° пн. ш. 138.57833333333° сх. д.

## Географія
Кавакамі розташоване у гірській східній префектурі Нагано, що межує з префектурою Яманасі на півдні, префектурою Гумма на півночі та префектурою Сайтама на сході. Гора Кінпу (2499 метрів) частково знаходиться в межах цього села. Джерело річки Чікума, найдовшої річки в Японії, знаходиться в Кавакамі. Цей факт є предметом місцевої гордості, як це з’являється в різних шкільних піснях.
Значна частина села знаходиться в межах національного парку Чічібу Тама Кай.

## Демографія
За даними японського перепису населення , населення Кавакамі залишалося відносно стабільним протягом останніх 50 років.

## Клімат
Село має вологий континентальний клімат, що характеризується прохолодним літом і холодною, вологою зимою (кліматична класифікація Кеппена Dfb). Середньорічна температура в Кавакамі становить 4,7 ° C. Середньорічна кількість опадів становить 1954 мм, а вересень - найвологіший місяць. Температури найвищі в середньому в серпні, близько 23,5 ° C, а найнижчі в січні, близько -1,3 ° C .

## Історія
Район сучасного Кавакамі входив до давньої провінції Сінано. Руїни періоду Джомона, періоду Кофун та періоду Нари були знайдені в межах села, що свідчить про безперервне заселення протягом тисяч років. Нинішнє село Кавакамі було створене із встановленням сучасної муніципальної системи 1 квітня 1889 року.

## Економіка
Сільське господарство, зокрема вирощування салату, та лісове господарство є опорами місцевої економіки.

## Освіта
У Кавакамі є дві державні початкові школи та одна державна середня школа, що управляються сільським урядом. У селі немає старшої школи.

## Місцеві пам'ятки
- Руїни Оміями - сліди поселення періоду Джомон; національне історичне місце

## Помітні люди
- Кімія Юй - астронавт JAXA
- Aaamyyy - електронний музикант і учасник Tempalay. [8]